# Дарасаватх, Мариса
Мариса Дарасаватх (род. 1972) — лаосская художница и переводчик, которую газета The New York Times называет «одним из ведущих современных художников Лаоса».

## Жизнь
Дарасаватх родилась в 1972 году во Вьентьяне. Увлекалась художественным мастерством с юных лет, проявляла интерес к японской анимации, в 2008 году она окончила Лаосский национальный институт изящных искусств. Она посетила Триеннале азиатского искусства в Фукуоке в Японии в 2009 году и выставлялась в Бангкоке, Куала-Лумпуре и на Бали. В 2011 году она в течение двух месяцев выставляла свои работы на форпосте M Gallery во Вьентьяне, а в 2013 году она была одной из двух лаосских художников, представленных на Сингапурской биеннале. В апреле – июле 2012 года Дарасаватх была единственной лаосской художницей, представленной в галерее «Открытое море» в Музее современного искусства в Лионе, Франция, с акцентом на искусство Юго-Восточной Азии.

## Стиль и работы
Работы Дарасаватх обычно смелые, красочные и сюрреалистические. Она часто изображает лаосских женщин, особенно из числа этнических меньшинств, работающих в повседневной жизни, например, ткущих или натирающих кокосы. Она черпала вдохновение в своей работе во время своих обширных путешествий по Лаосу и выработала свой собственный художественный голос, часто объединяя элементы истории с современностью. Она заявляет, что не политическая художница и что она хочет быть «свободным агентом, иметь свободные мысли и не увлекаться повестками дня».
Известные картины маслом на холсте, которые были продемонстрированы в M Gallery, включают: Дух Матери - Hmong (2009), Дух Матери - Красочный мак (2010), Hmong (2010), Дух Матери - Зонтик IV (2010), Приготовление липкого риса (2012) и Купание у реки.